# Myrmica bakurianica
Myrmica bakurianica är en myrart som beskrevs av Arnol'di 1970. Myrmica bakurianica ingår i släktet rödmyror, och familjen myror. Inga underarter finns listade i Catalogue of Life.